# رعنا جوادی

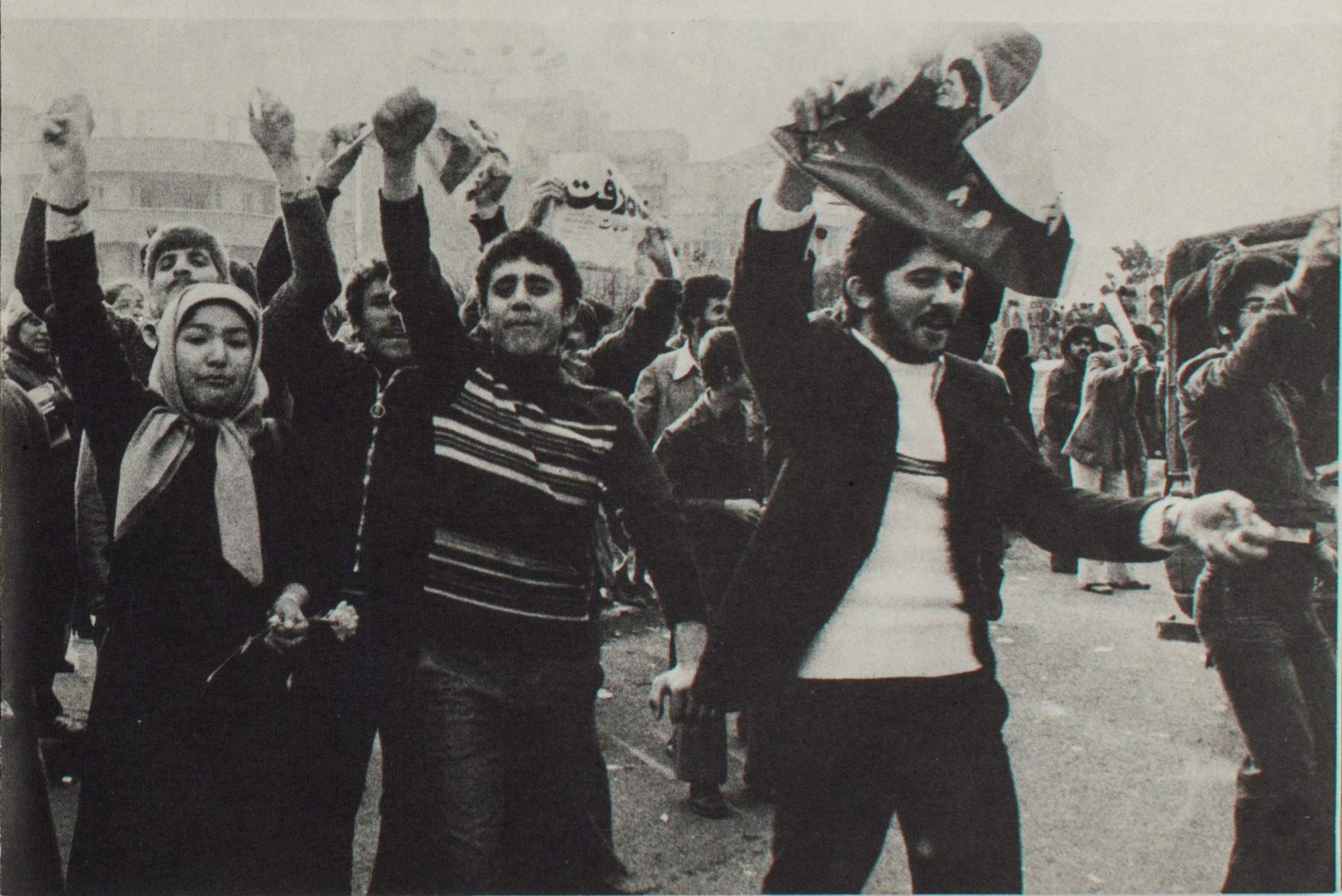
عکس رعنا جوادی از خیابان سرلشکر قرنی (فیشرآباد) در ۲۶ دی ۱۳۵۷، از کتاب روزهای خون، روزهای آتش

رعنا جوادی زادهٔ ۱۹۵۳؛ عکاس اهل ایران است. وی همسر بهمن جلالی، عکاس مطرح ایرانی‌ بوده است. یکی از آثار بدون عنوان جوادی از مجموعه‌های عکاسی مستند در خلال انقلاب ۱۳۵۷ ایران تحت عنوان «روزهای‌خون، روزهای آتش» هم‌اکنون در نگارخانه آرتور سکلر در مؤسسه اسمیتسونین نگهداری می‌شود.